# Frede Norbrink
Frede Norbrink  (født 28. juni 1947  Frederiksberg) er en dansk musiker som har  lagt navn til og er sanger i Frede Fup. 
Frede Norbrink er opvokset i København. I skolen blev han undervist i blokfløjte og trompet. Efter skolen påbegyndte han en uddannelse som sølvgravør på Kunsthåndværkerskolen.

## Musikalsk karriere
I slutningen af 1961 dannede han med nogle venner det første band "The Placers" som øvede på Toms Chokoladefabrikker, Prags Boulevard.
- I 1963 ændrede bandet navn til "The Rolling Beats" efter et par medlemsudskiftninger
- I 1965 bliver han sanger i bandet "Mods"
- I 1967 slår han sig sammen med sangeren Vagn Dickmann og danner sammen med bandet "Loving" det nye band "Dick and Freddies Loving" som spiller Soul og Heavy
- I 1970 ændres navnet til "Dick and Freddies"
- 1971 Bandet begynder at skrive danske tekster og komponere selv, og ændrer navnet til "Albuen".[1] Dette band skifter en del musikere ud og ind og findes i 5 versioner.
- 1977 Er han med i kæmpebandet "Funky Friends".
- 1978 spiller han bas i bandet "Mettes Medskyldige", og samme år danner han med bl.a. Ole Frø og Thomas Grue bandet "Bullshit" (før en vis rockergruppe af samme navn)
- 1979 Dannes så et jamband som i 1980 får navnet "Frede Fup". Æren for navnet tilskrives Ole Frø, der vedvarende insisterede på navnet, ligegyldigt hvad der ellers blev foreslået. De første medlemmer ud over Frede Norbrink var Jan Ettrup, Thomas Grue, Wili Jønsson og Bjørn Uglebjerg.[2]